# Horex 350cc-wegracers
De Horex 350cc-wegracers waren wegrace-motorfietsen die het Duitse merk Horex ontwikkelde aan het begin van de jaren vijftig.

## Horex 350cc-wegracer 1950
Twee privéracers waren belangrijk voor de ontwikkeling van de eerste Horex-racers van na de oorlog, Friedel Schön en Harald Oehlerich. Oehlerich werkte als testingenieur al voor Horex en Schön had zijn technische kennis opgedaan bij het Italiaanse merk Parilla. Samen ontwikkelden ze uit de eerste Regina's met steun van de fabriek een 350cc-racer, met elementen van de vooroorlogse SB 35 en de Regina 350. Het carter stamde van de Horex SB 35, met een gietijzeren cilinder van de Regina 350 en een bronzen cilinderkop. Het frame was aangepast aan de zwaardere belasting: het was een gesloten en verstevigd enkel wiegframe. De voorvork, achtervering en de trommelremmen stamden van de Regina, maar de remtrommels waren wel van koelluchtgaten voorzien. De racer kreeg een toerenteller, lichtmetalen velgen en tank, een langer zadel en andere banden. De racer, die op alcohol liep, leverde 32 pk. Ze woog slechts 115 kg en haalde een topsnelheid van 175 km/uur. Het was echter al snel duidelijk dat de machine in internationaal gezelschap niet snel genoeg zou zijn, en Oehlerich en Schön stortten zich al snel op de ontwikkeling van een tweecilinder racer, terwijl hoofdingenieur Hermann Reeb ook een tweecilinder bouwde: een 500cc-prototype met de naam "Imperator", die het productiestadium ook niet haalde. Al deze modellen kenden de nodige problemen, met name met het smeersysteem. 

## Schnell-Horex
In 1952 deed Roland Schnell een tweede poging om een 350cc-racer te bouwen. Hij ontwierp een geheel nieuw motorblok met een magnesium carter dat bijna volledig verborgen ging achter koelribben. De machine kreeg een dubbele bovenliggende nokkenas. Beide nokkenassen werden afzonderlijk aangedreven door kettingen: aan de rechterkant dreef een ketting de inlaatnokkenas aan, aan de linkerkant dreef een tweede ketting de uitlaatnokkenas aan. Het dubbel wiegframe had veel kenmerken van het Norton-Featherbed frame.

## Resultaten
Roland Schnell werd 350cc-kampioen van Duitsland met de Horex, die hij één keer in het wereldkampioenschap wegrace inzette: Tijdens de GP des Nations op Monza werd hij zesde en zo scoorde hij één WK-punt. 

## Vervolg
In 1953 richtte Roland Schnell zijn eigen bedrijfje op, Schnell Motoren KG in Karlsruhe. Via dat bedrijf verzorgde hij 16 privérijders met de door hem ontwikkelde Horex 350cc-racers, die voornamelijk in het Kampioenschap van Duitsland werden ingezet. 

## Technische gegevens
| Horex 350cc-wegrace    | 1950                    | 1952                    |
| ---------------------- | ----------------------- | ----------------------- |
| Categorie              | Fabrieksracer           | Fabrieksracer           |
| Motortype              | OHV                     | DOHC                    |
| Bouwwijze              | Staande eencilinder     | Staande eencilinder     |
| Boring                 | 69 mm                   | 74 mm                   |
| Slag                   | 91,5 mm                 | 81 mm                   |
| Cilinderinhoud         | 342,1 cc                | 348,4 cc                |
| Carburateur(s)         | Bing                    | Dell'Orto               |
| Smeersysteem           | Dry-sump                | Dry-sump                |
| Max. Vermogen          | 32 pk bij 7.500 tpm     | 32 pk bij 7.500 tpm     |
| Topsnelheid            | 175 km/h                | 180 km/h                |
| Primaire aandrijving   | Ketting                 | Ketting                 |
| Koppeling              | Meervoudige natte plaat | Meervoudige natte plaat |
| Versnellingen          | 4                       | 4                       |
| Secundaire aandrijving | Ketting                 | Ketting                 |
| Rijwielgedeelte        | Enkel wiegframe         | Dubbel wiegframe        |
| Voorvork               | Telescoopvork           | Telescoopvork           |
| Achtervork             | Plunjervering           | Swingarm                |
| Remmen                 | Trommelremmen           | Trommelremmen           |
| Droog gewicht          | 115 kg                  | 115 kg                  |